# Bardu
68°51′38″N 18°20′38″Ø / 68.86056°N 18.34389°Ø
Bardu kommune (samisk: Bearddu gielda) ligger i Troms og Finnmark fylke i Norge. Administrationscentret er Setermoen. Den grænser i nord til Sørreisa og Målselv, og i vest til Salangen, Lavangen og Narvik. I syd og øst ligger Sverige.

## Historie
Bardu kommune ligger i flere sammenhængende dalstrøg mellem fjeldene i Indre Troms og har omkring 3.900 indbyggere. Den administrative og politiske ledelse er i kommunecenteret som er Setermoen. Bardu er en levende bygdekommune som blev grundlagt af Foged Jens Holmboe (1752-1804) i Senjens og Tromsø fogderi, med bebyggelser foranlediget af oversvømmelseskatastroferne og Storofsen i på 1700- og 1800-tallet; først kom folk fra fra Østerdalen og senere fra Gudbrandsdalen. Staten gav kun den katastroferamte befolkning lide eller ingen hjælp, og Holmboe ydede derfor straks økonomisk bistand til indflytterne, og mange af de som kom nordover var husmandssønner som fik mulighed for at blive selvejere.
Forsvaret har siden 1898 haft en omfattende virksomhed her og er kommunens største arbejdsgiver. Bardu er også en vandkraftkommune med flere kraftværker langs Barduelven.

## Kirker, kapeller og kirkegårde
Bardu kirke, færdigbygget i 1829, er den eneste kirke i kommunen. Tilknyttet kirken er det et nyopført menighedshus, som blev taget ibrug i 1993.
Dertil er der tre kapeller i kommunen, et i hvert dalstrøg; Nedre Bardu kapell, Øvre Bardu kapell og Salangsdalen kapell.
I kommunen er der otte større og mindre kirkegårde og gravlunde.

## Venskabsbyer og -kommuner
- Bjurholm kommune, Sverige
- Puolanka, Finland
- Füssen, Tyskland

## Personer fra Bardufoss
- Alfred Meyer Henningsen († 2012), politiker, modstandsmand,[1][2] stortingsmand, født i Sør-Varanger[3]